# مدية (ذي السفال)

تعديل مصدري - تعديل

مدية هي إحدى قرى عزلة وادي ضباء بمديرية ذي السفال التابعة لمحافظة إب، بلغ تعداد سكانها 1031 نسمة حسب تعداد اليمن لعام 2004.